# Trasformato secondo Burkholder
Nella teoria delle probabilità il trasformato secondo Burkholder è un processo stocastico {\displaystyle (Y_{n})_{n\geqslant 0}} ottenuto a partire da una filtrazione {\displaystyle {\mathcal {F}}=({\mathcal {F}}_{n})_{n\geqslant 0}} e due processi {\displaystyle (X_{n})_{n\geqslant 0}} e {\displaystyle (V_{n})_{n\geqslant 1}}, che hanno le seguenti proprietà:
- {\displaystyle (X_{n})_{n\geqslant 0}} è adattato rispetto a {\displaystyle {\mathcal {F}}=({\mathcal {F}}_{n})_{n\geqslant 0}}
- {\displaystyle (V_{n})_{n\geqslant 1}} è prevedibile rispetto a {\displaystyle {\mathcal {F}}=({\mathcal {F}}_{n})_{n\geqslant 0}}

Per ogni {\displaystyle n\geqslant 0} la variabile aleatoria {\displaystyle Y_{n}} è così definita:
{\displaystyle {\begin{cases}Y_{0}=X_{0}\\Y_{n}-Y_{n-1}=V_{n}(X_{n}-X_{n-1}),\forall {n>0}\end{cases}}\Longrightarrow Y_{n}=X_{0}+\sum _{k=1}^{n}V_{k}(X_{k}-X_{k-1})}

## Trasformato di una martingala
Si assume per ipotesi che le {\displaystyle Y_{n}} siano integrabili. Allora valgono i seguenti fatti:
(a) se {\displaystyle (X_{n})_{n}} è una {\displaystyle {\mathcal {F}}}-martingala, allora anche {\displaystyle (Y_{n})_{n}} è una {\displaystyle {\mathcal {F}}}-martingala
(b) se {\displaystyle (X_{n})_{n}} è una {\displaystyle {\mathcal {F}}}-submartingala e {\displaystyle V_{n}>0,\forall {n\geqslant 0}}, allora anche {\displaystyle (Y_{n})_{n}} è una {\displaystyle {\mathcal {F}}}-submartingala

### Dimostrazione
Si ricorda che il processo stocastico {\displaystyle (Y_{n})_{n}} è una martingala se soddisfa le seguenti proprietà:
1. {\displaystyle (Y_{n})_{n}} è adattato rispetto a {\displaystyle {\mathcal {F}}}
2. tutti gli {\displaystyle Y_{n}} sono integrabili
3. {\displaystyle E[Y_{n}|{\mathcal {F}}_{n-1}]=Y_{n-1}}, ossia la previsione condizionale di {\displaystyle Y_{n}} sapendo {\displaystyle {\mathcal {F}}_{n-1}} è pari a {\displaystyle Y_{n-1}}, per ogni {\displaystyle n}

Se il processo {\displaystyle (Y_{n})_{n}} è una submartingala il punto (3) deve verificare che {\displaystyle E[Y_{n}|{\mathcal {F}}_{n-1}]\geqslant Y_{n-1}}

#### Verifica punto (1)
Osservando la formula del trasformato {\displaystyle Y_{n}=X_{0}+\sum _{k=1}^{n}V_{k}(X_{k}-X_{k-1})} si ricava che:
- {\displaystyle (X_{k}-X_{k-1})} è {\displaystyle {\mathcal {F}}_{k}}-misurabile, in quanto il processo {\displaystyle (X_{n})_{n}} è adattato rispetto alla filtrazione {\displaystyle {\mathcal {F}}}
- {\displaystyle V_{k}} è  {\displaystyle {\mathcal {F}}_{k}}-misurabile, in quanto il processo {\displaystyle (V_{n})_{n}} è prevedibile rispetto alla filtrazione {\displaystyle {\mathcal {F}}}
- Da ciò ne segue che il prodotto {\displaystyle V_{k}(X_{k}-X_{k-1})} è {\displaystyle {\mathcal {F}}_{k}}-misurabile e la somma fino a {\displaystyle n} è {\displaystyle {\mathcal {F}}_{n}}-misurabile

Il punto (1) è verificato in quanto tutti gli {\displaystyle Y_{n}} sono {\displaystyle {\mathcal {F}}_{n}}-misurabili e ciò implica che tutto il processo {\displaystyle (Y_{n})_{n}} è adattato rispetto a {\displaystyle {\mathcal {F}}}.

#### Verifica punto (2)
Il punto (2) è verificato per ipotesi.

#### Verifica punto (3)
Applicando la formula del trasformato si ha che {\displaystyle E[Y_{n}-Y_{n-1}|{\mathcal {F}}_{n-1}]=E[V_{n}(X_{n}-X_{n-1})|{\mathcal {F}}_{n-1}]}
Dato che {\displaystyle V_{n}} è {\displaystyle {\mathcal {F_{n-1}}}}-misurabile può uscire dalla previsione in quanto costante.
{\displaystyle E[V_{n}(X_{n}-X_{n-1})|{\mathcal {F}}_{n-1}]=V_{n}E[X_{n}-X_{n-1}|{\mathcal {F}}_{n-1}]}
Essendo {\displaystyle (X_{n})_{n}} una {\displaystyle {\mathcal {F}}}-martingala si ha che {\displaystyle E[X_{n}-X_{n-1}|{\mathcal {F}}_{n-1}]=0} per definizione e quindi anche {\displaystyle V_{n}E[X_{n}-X_{n-1}|{\mathcal {F}}_{n-1}]=0} (punto 3 verificato)
Nel caso in cui {\displaystyle (X_{n})_{n}} sia una submartingala {\displaystyle E[X_{n}-X_{n-1}|{\mathcal {F}}_{n-1}]\geqslant 0}e quindi anche {\displaystyle V_{n}E[X_{n}-X_{n-1}|{\mathcal {F}}_{n-1}]\geqslant 0} (punto 3 verificato)